# Litoria littlejohni
Litoria littlejohni és una espècie de granota que viu a Austràlia (des de Nova Gal·les del Sud fins a l'estat de Victòria).